# Чеченський кінно-іррегулярний полк
Чеченський кінно-іррегулярний полк — національна (тубільна) кавалерійська частина (кінний полк) Російської імператорської армії. Полк був сформований наказом імператора Олександра II № 212 від 25 січня 1877 року з місцевої міліції та бажаючих служити в полку. Спочатку передбачалося, що полк охоронятиме російсько-турецьку кордон на період російсько-турецької війни.

## Передісторія
Восени 1876 царський уряд приступив до формування іррегулярних військових частин з гірських народів Північного Кавказу. Було створено спеціальну урядову комісію з вивчення використання їх у майбутній війні. Результати роботи комісії були обнадійливими: у них наголошувалося: «здатність горян до аванпостної служби та дій малої війни». Члени комісії відзначали також універсальні якості горців-бійців, їх «… удар кинджалом вірний і рідко не смертельний, стрілянина вночі навскидку на звук, на вогник показує також явну перевагу горян у цій справі над навченими козаками, особливо над солдатами».

## Початок формування
15 січня 1877 року Чеченський кінно-іррегулярний полк було сформовано. Грозненський округ був представлений у полку 4 сотнями, складеними з мешканців Великої та Малої Чечні. З Хасав-Юртівського округу прибула 1 сотня чеченців-аухівців. Зовсім невеликими були квоти в Чеченському полку у жителів Аргунського та Веденського округів — по 50 осіб від кожного округу.

## Особливості формування полку
Труднощі для бажаючих вступити до полку полягали в тому, що більшість з них не мали достатньої кількості грошей для купівлі спорядження. На їхнє прохання Головнокомандувач Кавказької армії наказав усім охочим вступити до полків, а третину майбутньої платні видати як аванс для екіпірування. У результаті замість запланованого «неспокійного елементу» у полк почали надходити люди заможні, яким було на що спорядитись і що втрачати. Витрати щодо формування та спорядження міліції лягали на сільські спільноти, подальше її утримання брала на себе держава. Всім чинам міліції призначалася певна платня. За приблизними підрахунками, спорядження пішого міліціонера обходилося міській спільноті до 100 рублів, а вершник — понад 150 рублів. Половина вершників на службу призивалася за жеребом (приблизно один із десяти дворів із екіпіруванням за рахунок сільських громад). Іншу частину набирали з привілейованих станів. Жереб, що витягнув, горець дорожив своїм правом. У разі хвороби він передавався родичам чи друзям.
Найчастіше добровольців відмовляли воювати з одновірцями їх родичі та знайомі, але, як повідомляв в одному з листів керівництву чеченський воїн «…незважаючи на жодні докази наших односельців, рідних та знайомих, ми покидали будинки, дружин та дітей і пішли битися зі своїми єдиновірцями за Царя та Батьківщину».
У Чеченському кінно-іррегулярному полку крім чеченців, також служили росіяни, грузини, осетини та представники інших національностей.

## Офіцери
У офіцерський склад кінно-іррегулярних частин призначалися представники горських верхів, спадкові військові. Відбір та підготовка офіцерів здійснювалася з хрещених горян (аманатів, полонених, сиріт); горців, що проходили службу в конвої імператора, командуючих військами та адміністративних начальників. Спочатку командиром Чеченського кінно-іррегулярного полку було призначено старшину Владикавказького полку Акімова, але невдовзі полк очолив генерал-майор Арцу Чермоєв. На тлі інших полків із Терської області Чеченський зовні вигідно виділявся. У чеченців не тільки папахи, а й бурки, бешмети та башлики були білі.

## Участь у бойових діях
Під час російсько-турецької війни 1877-78 гг. горяни Північного Кавказу зпоказали свою вірність імперії. Начальник штабу Кавказької козацької дивізії генерал-майор П. Паренсов писав: «Цілком у них закохався. То була справжня кавалерія, центаври». У свою чергу, оглянувши цей полк, начальник польового штабу діючої армії генерал-ад'ютант А. Непокойчицький у донесенні імператору в такий спосіб висловив думки про нього: «Славний полк, так і дихає Кавказом».
Чеченський полк відзначився у нічній розвідці, проведеній з 7 на 8 серпня 1877 р., і в боях у складі «летючого загону» за Аладжадаг. Торішнього серпня 1877 р. горські полки розбили сильний загін османів біля села Суботан. «Чеченці, — писав сучасник, — подібно до урагану мчали вперед і вперед». Весь особовий склад Чеченського кінноіррегулярного полку був нагороджений знаками на головні убори з написом «За відмінність у турецьку війну». Чеченські вершники, які супроводжували М. Лоріс-Мелікова, вступили з ворогом у перестрілку і, завдавши османам втрати, відбили у них коней.
Восени 1877 полк брав участь в Авліяр-Аладжинській битві, в ході боїв зазнав значних втрат — до чверті особового складу.
За даними М. Сухотіна та капітана німецької служби Тіло фон Трога, в 1877-78 рр. всіх кавказців в турецькій армії було до 20 тисяч осіб. У російського керівництва існували побоювання щодо покликаних на службу кавказців, що вони під тиском своїх одноплемінників з імперії Османа будуть в масовому порядку переходити на ворожу сторону. Проте випадки зради військовому обов'язку були рідкісні. Під час російсько-турецької війни 1877-78 р.р. у ставку російських військ приходили горяни-переселенці та просилися на батьківщину.

## Розформування
Першими з російсько-турецької війни вирушили на Чеченський Кавказ і 2-й Дагестанський кінно-іррегулярні полки, яким було доручено супроводжувати від Олександрополя до Тифліса полонених солдатів супротивника. Після закінчення війни Чеченський кінно-іррегулярний полк припинив своє існування. Розформування полку було поступовим і затягнулося до кінця 1879 року. Частину офіцерів було переведено до інших полків, частину разом із нижніми чинами звільнено в запас.

## Нагороди вояків
З січня 1879 р. Імператорським указом Чеченський кінноіррегулярний полк був нагороджений почесним прапором. Весь особовий склад полку був нагороджений знаками на головні убори з написом «За відмінність у турецьку війну».
Георгіївськими хрестами були нагороджені урядники Чеченського полку Дакал Дурзієв, Умалат Гаєв, Шугаїп Сугаїпов та інші. Орденом святого Володимира 4 ступеня з мечами та бантом нагороджено майора Тхостова. Корнет Булат Яндаров та прапорщики Карасай Алхазов, Бейсултан Темірсултанов — орденом святої Анни 4 ступеня з написом «За хоробрість». Орден святого Станіслава 3 ступеня з мечами та бантами отримали ротмістр Умалат Лаудаєв, корнет Барахан Таймазов.
Діти поранених та загиблих офіцерів-горців на пільгових умовах зараховувалися до навчальних закладів.